# Бандениц
Бандениц (нем. Bandenitz) — община в Германии, в земле Мекленбург-Передняя Померания.
Входит в состав района Людвигслуст. Подчиняется управлению Хагенов-Ланд.  Население составляет 487 человек (на 31 декабря 2010 года). Занимает площадь 17,36 км².
Коммуна подразделяется на 3 сельских округа.